# Architectural Association School of Architecture
La Architectural Association School of Architecture (coneguda també com a "AA School of Architecture") és l'escola independent d'arquitectura més antiga del Regne Unit. Va ser fundada per dos insatisfets joves arquitectes (Robert Kerr de 19 anys i Charles Grey, de 24) en 1847 per a generar una educació autònoma i independent en un moment en què no existia una pràctica formal disponible. Els seus estudiants rebien formació de diverses figures eminents del seu temps, com John Ruskin i George Gilbert Scott.
L'escola es va establir formalment el 1890. El 1901, va traslladar les seves dependències a l'antic Museu Real d'Arquitectura, el Royal Architectural Museum.
El 1920 es muda novament a la seva ubicació actual a Bedford Square, al centre de Londres (tot i que posteriorment va adquirir seus addicionals a John Street i a Hooke Park, a Dorset).
Actualment, després de 150 anys, La AA atreu a estudiants provinents de més de cinquanta països de tot el món. Els cursos han estat dividits en dos categories, les llicenciatures, que atorguen el títol d'arquitecte; i els programes de postgrau, que s'enfoquen en cursos especialitzats en paisatgisme, habitatge i urbanisme, energia i medi ambient, història i teoria, laboratori de disseny com cursos menors de restauració, conservació, jardins i medi ambient.
Des de la seva fundació, l'escola ha continuat concebent el seu equip docent a partir de progressives pràctiques professionals en tot el món, sent reassignats anualment, amb la finalitat de generar una regeneració contínua de l'exploració arquitectònica.

## Estudiants
- Will Alsop
- David Chipperfield
- Peter Cook
- Kenneth Frampton
- Piers Gough
- Sir Nicholas Grimshaw
- Zaha Hadid
- Thomas Hardy
- Louisa Hutton
- Rem Koolhaas
- Denys Lasdun
- John Pawson
- Cedric Price
- Matthias Sauerbruch
- Richard Rogers
- Michael Ventris
- Robin Evans
- Geoffrey Bawa
- Peter Salter
- John Frazer
- Cristiano Ceccato
- Janek Konarski

## Professors
- Abalos&Herreros
- David Adjaye
- Wiel Arets
- Ben van Berkel
- Reg Butler
- Robin Evans
- John Frazer
- Daniel Libeskind
- Farshid Moussavi
- Alejandro Zaera Polo
- Cedric Price
- Dennis Sharp
- Peter Smithson
- Bernard Tschumi
- Dalibor Vesely
- Elia Zenghelis
- Sauerbruch Hutton